# تشاي تشي قانغ
تشاي تشي قانغ (بالصينية: 翟志剛) (و. 1966 – م) هو رائد فضاء، وطيار مقاتل من جمهورية الصين الشعبية . ولد في Longjiang County .

## ريادة الفضاء
شارك في المهمات الفضائية:
- Shenzhou 7.